# Гильен, Хорхе
Хо́рхе Гилье́н (исп. Jorge Guillén, испанское произношение: [ˈxoɾxe ɣiˈʎen] 18 января 1893, Вальядолид — 6 февраля 1984, Малага) — испанский поэт и педагог, один из представителей ультраистского направления в поэзии.

## Биография и творчество
Учился в Швейцарии, затем в Гранаде и Мадриде. В 1917—1923 годах преподавал в Сорбонне, в 1929—1931 годах — в Оксфорде, где подружился с Т. С. Элиотом. Близкий друг Федерико Гарсиа Лорки, одна из главных фигур Поколения 27 года. Отстаивал принципы неоклассической «чистой поэзии» в духе Поля Валери и Хуана Рамона Хименеса. Преподавал также в университетах Мурсии и Севильи. С 1938 года жил за рубежом (США, Канада, Латинская Америка, Италия). В 1977 году вернулся на родину. Похоронен на Английском кладбище в Малаге.
Его сын Клаудио Гильен был известным писателем-лингвистом, членом Королевской академии испанского языка.

## Произведения
- Cántico (1928, оконч. вариант — 1950)
- Maremágnum (1957)
- Que van a dar en el mar (1960)
- Lenguaje y poesía (1962, эссе)
- A la altura de las circunstancias (1963)
- Homenaje (1967)
- Aire nuestro (1968)
- Y otros poemas (1973)
- Final (1982)

Перевел поэму Валери «Кладбище у моря» (1929), стихотворения Поля Клоделя, Жюля Сюпервьеля.

## Признание
Гильену присуждены первая Премия «Мигель де Сервантес» (1976) и Премия Фельтринелли (1977), другие национальные и зарубежные премии.